# Camalelara
Camalelara (Kemalelara) ist eine osttimoresische Aldeia im Suco Dato (Verwaltungsamt Liquiçá, Gemeinde Liquiçá). 2015 lebten in der Aldeia 730 Menschen.

## Geographie und Einrichtungen
Camalelara liegt im Norden des Sucos Dato und umfasst den westlichen Teil des Zentrums der Gemeindehauptstadt Vila de Liquiçá. Östlich liegt die Aldeia Leopa und westlich die Aldeia Camalehohoru. Die Aldeia Laclolema berührt Camalelara an einem Punkt im Südwesten. Im Süden grenzt Camalelara an den Suco Loidahar. Die Grenze zu Camalehohoru bildet der Fluss Laklo. Die nördliche Küstenstraße, eine der wichtigsten Verkehrswege des Landes, führt durch Camalelara. Die Küste an der Sawusee bildet der Strand von Liquiçá.
In Camalelara befindet sich der chinesische Tempel, die Post und der Fußballplatz der Stadt.

## Politik
2023 wurde Candido Ribeiro zum Chefe de Aldeia gewählt.